# Dillon Lewis
Pour les articles homonymes, voir Lewis.

a Compétitions nationales et continentales officielles uniquement.

b Matchs officiels uniquement.
Dernière mise à jour le 3 avril 2025.
Dillon Lewis, né le 4 janvier 1996 à Church Village (pays de Galles), est un joueur international gallois de rugby à XV évoluant au poste de pilier droit. Il joue au club des Harlequins en Premiership.

## Biographie

### Jeunesse et formation
Dillon Lewis naît le 4 janvier 1996 à Church Village au pays de Galles. Il commence la pratique du rugby à XV dès l'âge de huit ans après que son père, Tony, l'a emmené jouer dans les équipes de jeunes de Pontypridd RFC, il est d'ailleurs son entraîneur jusqu'à ses treize ans. Par la suite, il rejoint l'Academy (centre de formation) des Cardiff Blues.
Durant sa formation, il joue à plusieurs postes, tout d'abord en tant que deuxième ligne, en troisième ligne centre vers ses quatorze ou quinze ans puis en tant que pilier droit dans les catégories des moins de 16 ans des Cardiff Blues.

### Carrière professionnelle
Dillon Lewis commence sa carrière senior avec le Pontypridd RFC en 2013, où il continue d'évoluer lorsqu'il n'est pas retenu par les Cardiff Blues.
Durant la saison 2014-2015, il fait ses débuts avec les Cardiff Blues en Coupe anglo-galloise contre les Wasps. En mai 2015, il est sélectionné par l'équipe du pays de Galles des moins de 20 ans pour disputer le Championnat du monde junior l'été suivant.
L'année suivante, il remporte le Tournoi des Six Nations des moins de 20 ans en 2016 en réalisant le Grand Chelem.
En mai 2017, il est appelé pour la première fois en équipe du pays de Galles pour sa tournée d'été dans le Pacifique. Il porte pour la première fois le maillot du XV du Poireau contre les Tonga, le 16 juin, en entrant en jeu en toute fin de match.
En 2019, il fait ses débuts dans le Tournoi des Six Nations contre l'Italie et prend part au Grand Chelem des Gallois (quatre rencontres jouées en tant que remplaçant). Quelques mois plus tard, il fait partie des joueurs sélectionnés pour disputer la Coupe du monde au Japon. Il y dispute les sept matchs du pays de Galles, dont deux en tant que titulaire.
En avril 2023, il signe pour le club des Harlequins qu'il doit rejoindre à partir de la saison suivante.
Quatre mois plus tard, il est sélectionné dans le groupe final de 33 joueurs pour participer à la Coupe du monde 2023. Il dispute trois matchs, dont un en tant que titulaire lors de la compétition.
En février 2024, alors qu'il ne fait pas partie du groupe initial pour le Tournoi des Six Nations, il est convoqué en plus car Leon Brown s'est blessé mais reste tout de même dans le groupe. Finalement, il dispute trois rencontres dont une en tant que titulaire. Sa sélection termine la compétition à la dernière place sans avoir remporté un match et récolte la Cuillère de bois.
En mars 2025, son retour au pays de Galles est annoncé, il s'engage pour le Dragons RFC à partir de la saison 2025-2026.

## Statistiques en équipe nationale
Au 3 avril 2025, Dillon Lewis compte 57 capes avec le pays de Galles, dont 22 en tant que titulaire, depuis sa première sélection le 16 juin 2017 à l'Eden Park face aux Tonga. Il inscrit un essai, cinq points.
Il participe à cinq éditions du Tournoi des Six Nations, depuis 2019.
Il participe également à deux éditions de la Coupe du monde en 2019 et 2023.

## Palmarès
- Vainqueur du Tournoi des Six Nations des moins de 20 ans en 2016 (Grand Chelem) avec l'équipe du pays de Galles des moins de 20 ans.
- Vainqueur du Tournoi des Six Nations en 2019 (Grand Chelem) avec le pays de Galles.